# Aleksandrs Vanags
Aleksandrs Vanags (auch bekannt als Alexandre Vanags, * 8. Märzjul. / 21. März 1919greg. in Riga; † 24. Dezember 1986 in Straßburg) war ein lettischer Fußball- und Basketballspieler. Vanags wurde in Lettland Landesmeister im Fußball und Basketball und war zudem Nationalspieler seines Heimatlandes in diesen beiden Sportarten. Er gilt als einer der herausragendsten lettischen Fußballspieler in der Zeit der Zwischenkriegsjahre. 

## Leben
Aleksandrs Vanags wurde in Riga in die Familie des Gärtners Kārlis Vanagas (1888–1974) und seiner Frau Ksenija (1897–1964) geboren. Er war mit Ausma (geb. Grapi *1922) verheiratet. Die beiden hatten einen Sohn Indulis Vanags der 1945 in Deutschland geboren wurde, nachdem sie Lettland verlassen hatten. Der Sohn wurde ein sehr erfolgreicher Basketballtrainer in Frankreich der Le Mans Sarthe Basket und Racing Club de France trainierte. Während des Zweiten Weltkriegs arbeitete Aleksandrs Vanags als Kaufmann und Sporttrainer in Lettland. Am Ende des Krieges kam er nach Deutschland in das Flüchtlingslager in Putlos, wo vorübergehend Menschen die aus den Ostgebieten geflüchtet waren lebten. 1946 reiste die Familie nach Frankreich aus. Er starb 1986 im Alter von 67 Jahren in Straßburg und wurde später nach Riga umgebettet.

## Basketball
Aleksandrs Vanags war trotz seiner geringen Körpergröße von 171 cm ein großartiger Basketballspieler, der dreimal lettischer Meister wurde. Er absolvierte 17 Länderspiele für die Nationalmannschaft und wurde 1939 Zweiter bei der Basketball-Europameisterschaft hinter dem Gastgeber Litauen.

## Fußball
Als Jugendspieler war Vanags für den Armeesportverein ASK Riga aktiv. Er spielte in ASK-Jungenmannschaften unterschiedlichen Alters, war Meister der Jugendliga und spielte in der lettischen Jugendnationalmannschaft. Im Alter von 16 Jahren debütierte er in der Saison 1935 in der ersten Mannschaft in der Virslīga. Er etablierte sich sofort in der Mannschaft und erzielte 1936 sein erstes Tor in der Virslīga im Alter von 17 Jahren. Während des Zweiten Weltkriegs erlebte er die wichtigste Zeit seiner Karriere in den Reihen des ASK, als er zweimal Meister im besetzten Lettland in den Jahren 1942 und 1943 wurde, und 1943 zudem das Double gewann als Olimpija Liepāja im Pokalfinale bezwungen wurde. 
In seiner Nachkriegskarriere in Frankreich spielte Vanags fast zehn Jahre lang in der Fußballmannschaft von Racing Straßburg. Er absolvierte für Straßburg und dem FC Nancy über 100 Ligaspiele in der Ligue 1. Mit Straßburg erreichte er 1947 und 1951 das französische Pokalfinale. Die Austragung 1951 gewann er mit Straßburg im Endspiel gegen US Valenciennes.
Er debütierte 1937 im Alter von 18 Jahren in der lettischen Nationalmannschaft bei einer 1:3-Niederlage gegen Deutschland in Riga. Er war in den letzten Jahren der Unabhängigkeit Lettlands vor dem Zweiten Weltkrieg einer der besten Torschützen in der Nationalmannschaft. So erzielte er im Jahr 1938 in 9 Länderspielen 7 Tore. Von 1937 bis 1940 absolvierte er insgesamt 13 Länderspiele und erzielte neun Tore. 

## Erfolge
mit dem ASK Riga:
- Lettischer Meister (2): 1942, 1943
- Lettischer Pokalsieger: 1943

mit Racing Straßburg:
- Französischer Pokalsieger (1): 1951